# Il doc 2
Il doc 2 è un singolo del rapper italiano VillaBanks, pubblicato l'11 febbraio 2022 come primo estratto dalla riedizione del quarto album in studio Filtri.

## Descrizione
Il brano ha visto la partecipazione vocale dei rapper italiani Tony Effe e Guè.

## Tracce
1. Il doc 2 (feat. Tony Effe e Guè) – 2:55

## Classifiche
| Classifica (2022) | Posizione massima |
| ----------------- | ----------------- |
| Italia            | 35                |